# 분별 깔때기

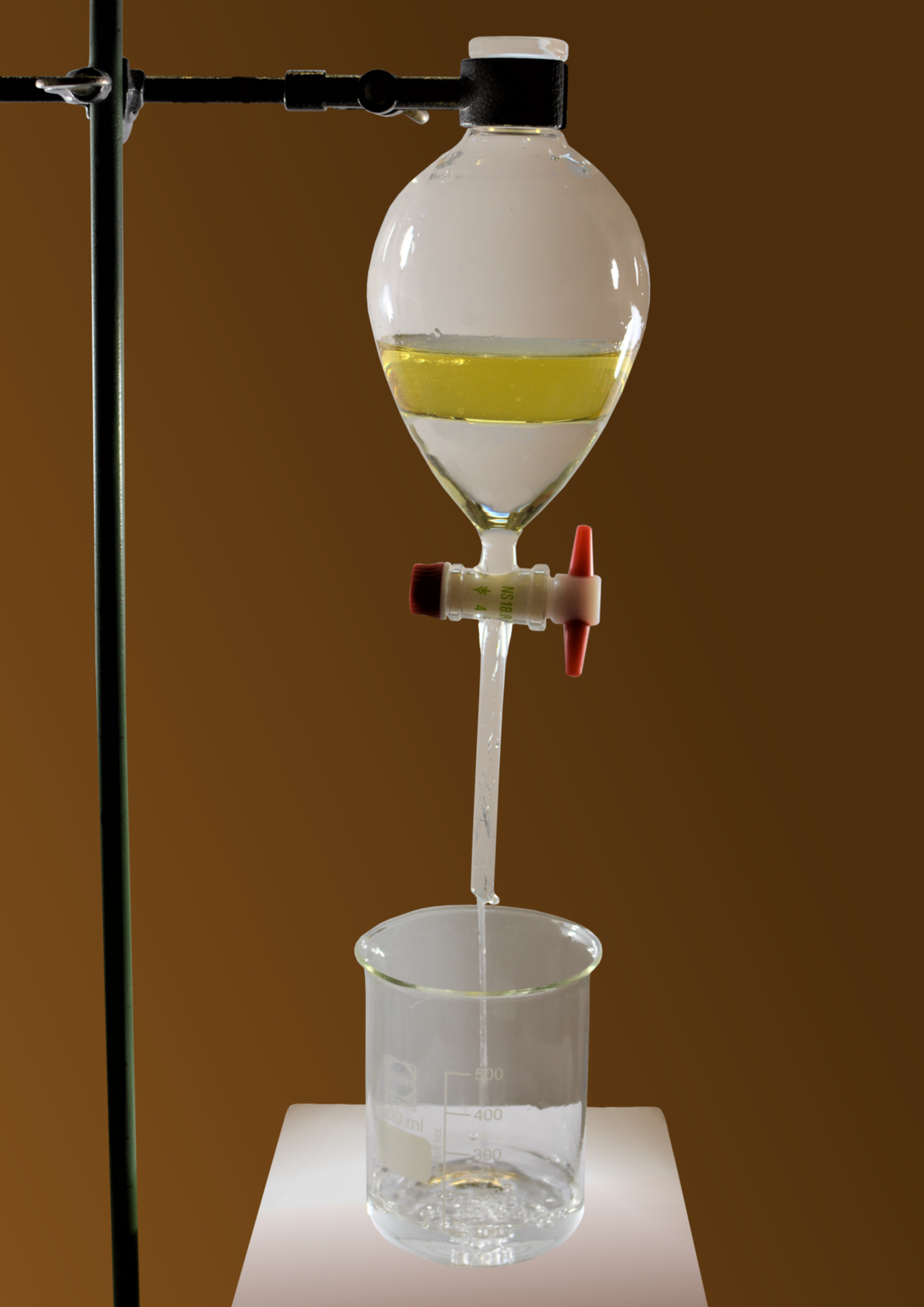
분별 깔때기를 사용 중이다. 유기상(노란색, 상부)은 수성상(하부)보다 밀도가 낮다. 수성상이 비커로 배출된다.

분별 깔때기(separatory funnel) 또는 분리 깔때기(separation funnel, separating funnel)는 혼합물의 구성 요소를 서로 다른 밀도의 두 개의 비혼화성 용매 단계로 분리(분별)하기 위해 액체-액체 추출에 사용되는 실험실 유리기구이다. 일반적으로 상(phase) 중 하나는 수성이고 다른 상은 에테르, MTBE, 다이클로로메테인, 클로로포름 또는 아세트산 에틸과 같은 친유성 유기 용매이다. 이러한 용매는 모두 두 액체 사이의 명확한 구분을 형성한다. 밀도가 더 높은 액체, 일반적으로 유기상이 할로겐화되지 않은 수성상은 깔때기 바닥으로 가라앉고 밸브를 통해 분별 깔때기에 남아 있는 밀도가 낮은 액체에서 배출될 수 있다.

## 같이 보기
- 데칸테이션
- 분배 계수